# Hold On (singel Jonas Brothers)
"Hold on" – singel z drugiej płyty Jonas Brothers. Został wydany w 2007 roku
Piosenka została wykorzystana w filmie Disney Channel Johnny Kapahala: Z powrotem na fali. Teledysk był kręcony na pustyni w małym domku, który podczas wideoklipu zostaje zniszczony przez wiatr.